# Agía Marinoúda
Agía Marinoúda är en ort i Cypern.   Den ligger i distriktet Eparchía Páfou, i den sydvästra delen av landet, 90 km sydväst om huvudstaden Nicosia. Agía Marinoúda ligger 119 meter över havet och antalet invånare är 230. Den ligger på ön Cypern.
Terrängen runt Agía Marinoúda är kuperad åt nordost, men åt sydväst är den platt. Havet är nära Agía Marinoúda åt sydväst.Trakten runt Agía Marinoúda är ganska glesbefolkad, med 25 invånare per kvadratkilometer. Närmaste större samhälle är Pafos, 5,0 km väster om Agía Marinoúda. Trakten runt Agía Marinoúda består till största delen av jordbruksmark.
Medelhavsklimat råder i trakten. Årsmedeltemperaturen i trakten är 22 °C. Den varmaste månaden är juli, då medeltemperaturen är 33 °C, och den kallaste är januari, med 11 °C. Genomsnittlig årsnederbörd är 572 millimeter. Den regnigaste månaden är januari, med i genomsnitt 123 mm nederbörd, och den torraste är augusti, med 2 mm nederbörd.